# Coolidge (Arizona)
Coolidge è una città della contea di Pinal, Arizona, Stati Uniti. Secondo il censimento del 2010, la popolazione della città era di 11.825 abitanti.
Coolidge è la sede del Casa Grande Ruins National Monument. Il monumento fu il primo sito storico a ricevere lo status di protetto dal governo degli Stati Uniti nel 1892. L'antica città fu costruita intorno al 1200 dal popolo degli Hohokam.
Coolidge è la sede del Central Arizona College.

## Geografia fisica
Secondo lo United States Census Bureau, ha un'area totale di 56,58 mi² (146,54 km²).

## Storia
Coolidge fu fondata nel 1925 e incorporata come città nel 1945. Prende il nome da Calvin Coolidge, il 30º presidente degli Stati Uniti.
La città un tempo aveva una stazione dell'Amtrak.

## Società

### Evoluzione demografica
Secondo il censimento del 2010, la popolazione era di 11.825 abitanti.

### Etnie e minoranze straniere
Secondo il censimento del 2010, la composizione etnica della città era formata dal 62,7% di bianchi, il 7,8% di afroamericani, il 5,7% di nativi americani, l'1,0% di asiatici, lo 0,1% di oceanici, il 17,7% di altre razze, e il 5,0% di due o più etnie. Ispanici o latinos di qualunque razza erano il 42,0% della popolazione.